# 位封
位封（いふ）とは、日本の律令制において官人に支給した封戸（食封）の1つである。おおよそ三位以上に与えられた。
7世紀半ばの大化改新詔に、大夫（後世の五位相当以上）に食封を給する規定があるが、実際の支給が確認できるのは飛鳥浄御原令期以降である。
8世紀初頭の大宝令では、位封は三位以上に給付することとした。四位・五位には従前の位封に代え位禄を給付することとした。親王・内親王には、品封が支給された。封戸は12世紀初め頃までは支給されていたが、実際には摂関・大臣級のみが対象とされ、それ以外の公卿の位封は滞りがちであった。
ただし、四位・五位の位禄への切り替えは遅れ、慶雲2年11月4日（705年11月24日）まで位封が支給された。五位には翌年切り替えが行われた。しかし慶雲3年2月16日（706年4月3日）には勅が出され、四位の位禄への切り替えを取りやめ、従前の位封の支給とした。また、この時に三位以上の増額も行われている。
だが、その後の財政難によって大同3年10月19日（808年11月10日）に四位の位封を中止し位禄に切替え、三位以上の増額も中止し、大宝令・養老令の規定通りに実施されることとなった。その後、10世紀初頭の延喜式においてもこの規定が用いられたが、この時期から支給は困難となり、遅くても延長3年（925年）頃には位封・品封・位禄の1/4削減が定制化され、『拾芥抄』に見られる数字になったと考えられている。
職事官は年120日以上、散位は2年以上理由なく出勤しなければ支給が停止され、致仕した者は在任中の位封が終身支給された。封主（支給対象者）が死亡した時にはその年の分までその家に支給された。女子の叙位者は男子の半額支給されたが、天皇の后妃である妃・夫人・嬪は男性と同額とされ、後に宮人でも重要な地位を占める尚蔵・尚侍も同様の措置を受けた。
|        | 大宝令・養老令 | 慶雲3年制 | 大同3年制・延喜式 | 拾芥抄 |
| ------ | -------------- | --------- | ----------------- | ------ |
| 正一位 | 300            | 600       | 300               | 225    |
| 従一位 | 260            | 500       | 260               | 195    |
| 正二位 | 200            | 350       | 200               | 150    |
| 従二位 | 170            | 300       | 170               | 128    |
| 正三位 | 130            | 250       | 130               | 98     |
| 従三位 | 100            | 200       | 100               | 75     |
| 正四位 | *              | 100       | *                 | *      |
| 従四位 | *              | 80        | *                 | *      |

- * 印は、代わって、位禄の支給へ切り替えられた。